# Мейнден
Мейнден (нід. Mijnden) — селище в нідерландській провінції Утрехт. Входить до муніципалітету Стіхтсе-Вехт.
Його площа становить 2,77 км², а населення станом на 2021 рік складало 90 осіб.
Перша згадка про населений пункт датується 1235 роком.